# -ol
Die Endung -ol wird in der organischen Chemie hauptsächlich verwendet, um Namen organischer Verbindungen zu bilden, die die Hydroxygruppe (–OH) enthalten. Es handelt sich hauptsächlich um Alkohole oder Phenole, z. B. Methanol, Ethanol, Propanol und Phenol. Das Suffix wurde aus dem Wort Alkohol entnommen.
Die Endung tritt auch in Trivialnamen aromatischer Verbindungen auf, wie Benzol, Toluol, Xylol, Anisol oder Pyrrol, die keine Alkohole oder Phenole sind.